# Grafendorf bei Hartberg
Grafendorf bei Hartberg là một đô thị thuộc huyện Hartberg thuộc bang Steiermark, nước Áo. Đô thị Grafendorf bei Hartberg có diện tích 25,1 km², dân số thời điểm cuối năm 2005 là 2530 người.